# Donny van de Beek
Donny van de Beek (18 d'abril de 1997) és un futbolista professional neerlandès que juga com a centrecampista pel Girona FC.
En el futbol juvenil internacional, Van de Beek va jugar més de 40 partits amb la selecció dels Països Baixos, des de la sub-17 fins a la sub-21. El novembre de 2017, va debutar amb la selecció sènior contra Romania. El 2019, va formar part de la selecció dels Països Baixos per a la fase final de la Lliga de Nacions de la UEFA de 2019 on els holandesos van arribar a la primera final de la competició, però va perdre contra Portugal.